# Mallophora cora
Mallophora cora är en tvåvingeart som beskrevs av Charles Howard Curran 1941. Mallophora cora ingår i släktet Mallophora och familjen rovflugor. Inga underarter finns listade i Catalogue of Life.